# IPod Hi-Fi
El iPod Hi-Fi es un aparato manufacturado por la compañía Apple. El mismo fue puesto a la venta el 28 de febrero de 2006. Tiene la forma de caja blanca con la sección de salida de los altavoces en negro. Sus dimensiones son 43.18 cm x 16.76 cm x 17.53 cm.